# Байрамуков, Кады Каитбиевич
Кады Каитбиевич Байрамуков (карач.-балк. Байрамукъланы Каитбийни джашы Къады) - руководитель «Карачаевского национального комитета». В 1930 году принял участие в очередном антисоветском восстании в Карачае, после поражения в котором, ему удалось бежать в горы, где он начал партизанскую борьбу против советской власти. После начала Великой Отечественной войны в июне 1941 года, сформировал крупный партизанский отряд, развернув борьбу с советскими функционерами. Родной брат Джатдая Байрамукова.

## Предыстория
Ситуация в годы Великой Отечественной войны была напряжённой, сопровождалась ухудшением материального положения, ужесточением режима, мобилизацией. Продвижение немецких войск к Кавказу вызывало новые репрессии. В результате многие выходцы из зажиточных слоёв, воевавшие в годы Гражданской войны против большевиков, раскулаченные, а также их семьи оказались в рядах коллаборационистов. Многие из них рассчитывали на изменение существовавших порядков с помощью немцев и сознательно пошли на сотрудничество.
Из представителей именно такой социальной среды в большинстве был сформирован «Карачаевский национальный комитет» во главе с К. Байрамуковым, старшиной Карачая, и «Черкесская управа» во главе с А. Якубовским.

## Деятельность
После начала Великой Отечественной войны сформировал крупный антисоветский партизанский отряд (около 400 человек), развернув борьбу, захватывал реквизированное советскими властями продовольствие, организовывал налёты на склады. Впоследствии вёл борьбу с партизанами. После вступления германских войск в Карачаевскую область, вместе с Муратби Лайпановым, Дадыком Лайпановым, Адамом Хубиевым, и др., начал сотрудничать с оккупационными властями.
Как и в других оккупированных ими странах и регионах, гитлеровское командование прибегало к созданию разного рода организаций типа «Карачаевского национального комитета», для поддержки на местах немецкого оккупационного режима.
«Особенно свирепствовала» созданная при «Комитете» так называемая «пятерка», в составе Кады Байрамукова, Муратби Лайпанова, впоследствии организатора карательного отряда, боровшегося против белорусских и итальянских партизан, Адама Хубиева, Харуна Алиева и Ахмата Абайханова. По приговору этой «пятерки» в декабре 1942 года, по советским данным, было расстреляно около ста советских граждан.
Отряд Байрамукова отступил вместе с германскими войсками на Запад. Впоследствии работал в немецкой разведшколе в Бешуе (в Крыму).